# Flée (Sarthe)
Pour les articles homonymes, voir Flée.
Flée est une commune française, située dans le département de la Sarthe en région Pays de la Loire, peuplée de 525 habitants.
La commune fait partie de la province historique du Maine, et se situe dans le Haut-Maine.

## Géographie
Flée est une commune du sud de la Sarthe, située à 45 km au sud du Mans et 45 km au nord de Tours.

### Lieux-dits et écarts
- Ourne. Le château d'Ourne avait appartenu au général Cavaignac.

### Communes limitrophes
| Beaumont-Pied-de-Bœuf   | Thoiré-sur-Dinan |            |
|                         | Flée             | Chahaignes |
| Luceau, Château-du-Loir | Vouvray-sur-Loir | Marçon     |

### Climat
Pour des articles plus généraux, voir Climat des Pays de la Loire et Climat de la Sarthe.
En 2010, le climat de la commune est de type climat océanique dégradé des plaines du Centre et du Nord, selon une étude du CNRS s'appuyant sur une série de données couvrant la période 1971-2000. En 2020, Météo-France publie une typologie des climats de la France métropolitaine dans laquelle la commune est dans une zone de transition entre le climat océanique et le climat océanique altéré et est dans la région climatique  Moyenne vallée de la Loire, caractérisée par une bonne insolation (1 850 h/an) et un été peu pluvieux. 
Pour la période 1971-2000, la température annuelle moyenne est de 10,9 °C, avec une amplitude thermique annuelle de 14,2 °C. Le cumul annuel moyen de précipitations est de 732 mm, avec 12,1 jours de précipitations en janvier et 7,2 jours en juillet. Pour la période 1991-2020, la température moyenne annuelle observée sur la station météorologique de Météo-France la plus proche, sur la commune de Saint-Christophe-sur-le-Nais à 13 km à vol d'oiseau, est de 12,1 °C et le cumul annuel moyen de précipitations est de 682,2 mm,. Pour l'avenir, les paramètres climatiques de la commune estimés pour 2050 selon différents scénarios d'émission de gaz à effet de serre sont consultables sur un site dédié publié par Météo-France en novembre 2022.

## Urbanisme

### Typologie
Au 1er janvier 2024, Flée est catégorisée commune rurale à habitat très dispersé, selon la nouvelle grille communale de densité à sept niveaux définie par l'Insee en 2022.
Elle est située hors unité urbaine. Par ailleurs la commune fait partie de l'aire d'attraction de Montval-sur-Loir, dont elle est une commune de la couronne,. Cette aire, qui regroupe 12 communes, est catégorisée dans les aires de moins de 50 000 habitants,.

### Occupation des sols
L'occupation des sols de la commune, telle qu'elle ressort de la base de données européenne d’occupation biophysique des sols Corine Land Cover (CLC), est marquée par l'importance des territoires agricoles (89,1 % en 2018), une proportion sensiblement équivalente à celle de 1990 (89,8 %). La répartition détaillée en 2018 est la suivante : 
terres arables (58,8 %), prairies (22,8 %), forêts (9,2 %), zones agricoles hétérogènes (7,4 %), zones urbanisées (1,6 %). L'évolution de l’occupation des sols de la commune et de ses infrastructures peut être observée sur les différentes représentations cartographiques du territoire : la carte de Cassini (XVIIIe siècle), la carte d'état-major (1820-1866) et les cartes ou photos aériennes de l'IGN pour la période actuelle (1950 à aujourd'hui).

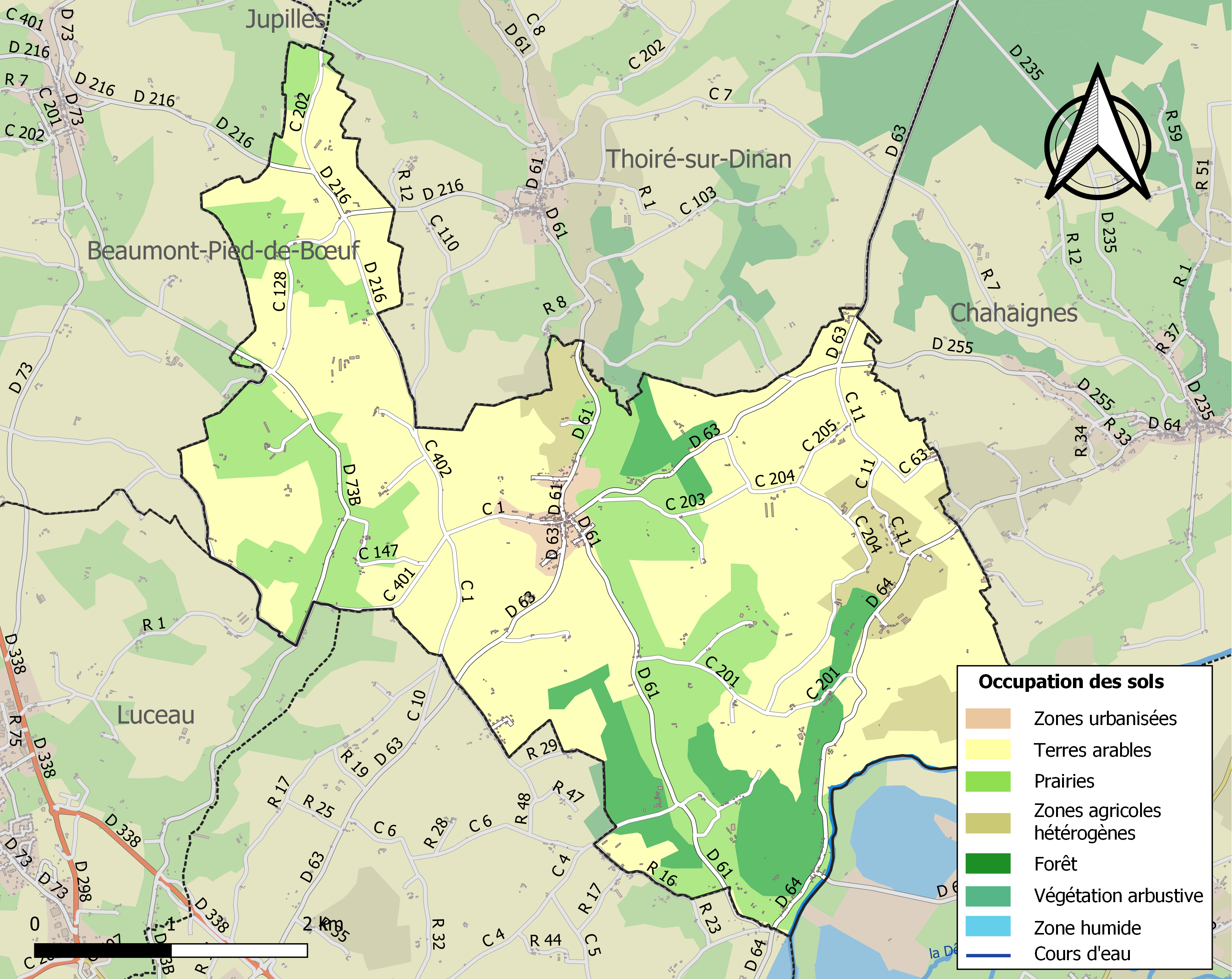
Carte des infrastructures et de l'occupation des sols de la commune en 2018 (CLC).

## Toponymie
Le gentilé est Fléen.

## Histoire
En 1807, Flée, qui compte alors 467 habitants, absorbe Quincampoix (211 habitants) et Sainte-Cécile (548 habitants).

## Politique et administration
| Période                                  | Période        | Identité              | Étiquette                             | Qualité                               |
| ---------------------------------------- | -------------- | --------------------- | ------------------------------------- | ------------------------------------- |
| février 1873                             | septembre 1881 | Charles Jarry         |                                       |                                       |
| septembre 1881                           | septembre 1905 | Godefroy Cavaignac    | UR / UD puis Républicain nationaliste | Maître des requêtes au Conseil d'État |
| décembre 1905                            | décembre 1919  | Eugène Cavaignac      |                                       |                                       |
| décembre 1919                            | mai 1946       | Clément Dubois        |                                       |                                       |
| mai 1946                                 | mai 1953       | Armand Freté          |                                       |                                       |
| mai 1953                                 | juin 1965      | Georges Lebert        |                                       |                                       |
| juin 1965                                | mars 1983      | Roger Brault          |                                       |                                       |
| mars 1983                                | mars 2001      | Jacques Blot          | DVD                                   |                                       |
| mars 2001                                | 2008           | Jean-Luc Trouillard   |                                       |                                       |
| 2008                                     | mars 2014      | Myriam Feurtey-Maudet | Écologiste                            |                                       |
| mars 2014                                | En cours       | Monique Gaultier      |                                       |                                       |
| Les données manquantes sont à compléter. |                |                       |                                       |                                       |

## Démographie
L'évolution du nombre d'habitants est connue à travers les recensements de la population effectués dans la commune depuis 1793. Pour les communes de moins de 10 000 habitants, une enquête de recensement portant sur toute la population est réalisée tous les cinq ans, les populations de référence des années intermédiaires étant quant à elles estimées par interpolation ou extrapolation. Pour la commune, le premier recensement exhaustif entrant dans le cadre du nouveau dispositif a été réalisé en 2008.
En 2022, la commune comptait 525 habitants, en évolution de −3,31 % par rapport à 2016 (Sarthe : −0,25 %, France hors Mayotte : +2,11 %).
| 1793 | 1800  | 1806 | 1821  | 1831  | 1836  | 1841  | 1846  | 1851  |
| ---- | ----- | ---- | ----- | ----- | ----- | ----- | ----- | ----- |
| 449  | 1 180 | 467  | 1 134 | 1 158 | 1 168 | 1 107 | 1 115 | 1 038 |

| 1856 | 1861  | 1866  | 1872  | 1876 | 1881 | 1886 | 1891 | 1896 |
| ---- | ----- | ----- | ----- | ---- | ---- | ---- | ---- | ---- |
| 993  | 1 014 | 1 021 | 1 000 | 976  | 890  | 929  | 849  | 818  |

| 1901 | 1906 | 1911 | 1921 | 1926 | 1931 | 1936 | 1946 | 1954 |
| ---- | ---- | ---- | ---- | ---- | ---- | ---- | ---- | ---- |
| 860  | 851  | 836  | 728  | 765  | 767  | 695  | 673  | 619  |

| 1962 | 1968 | 1975 | 1982 | 1990 | 1999 | 2006 | 2008 | 2013 |
| ---- | ---- | ---- | ---- | ---- | ---- | ---- | ---- | ---- |
| 621  | 556  | 469  | 464  | 470  | 549  | 565  | 570  | 560  |

| 2018 | 2022 | - | - | - | - | - | - | - |
| ---- | ---- | - | - | - | - | - | - | - |
| 535  | 525  | - | - | - | - | - | - | - |

## Lieux et monuments
Il existe de nombreux bâtiments historiques à Flée :
- La chapelle Sainte-Cécile, édifiée au sommet d'un éperon dominant le Loir au XIe ou XIIe, et remaniée aux XIVe et XIXe siècles, classée au titre des monuments historiques en 1984[18]. Des fresques découvertes vers 1928 représentant Abel et Caïn, seraient datées de la seconde moitié du XIIe siècle. Elle renferme par ailleurs trois retables classés monuments historiques au titre d'objets[19].
- L'église Saint-Pierre, édifiée au XIe siècle, comme l'atteste un des murs à l'appareillage en arête-de-poisson. Elle est ensuite remaniée aux XVe et XVIe siècles, notamment pour le chœur, puis au XIXe siècle. À l'intérieur sont inhumés, sous une pierre tombale, les prêtres des XVe et XVIe siècles.
- Le monastère la Paix-Notre-Dame, communauté de bénédictines fondée en 1946.
- Le château d'Ourne, des XIe, XVIIIe et XIXe siècles.
- Le château de la Motte-Thibergeau date  du XVIIe siècle, ses jardins sont recensés à l'inventaire général du patrimoine culturel[20].
- Le château de Malitourne du XIXe siècle.
- Le château de la Chevalerie, des XIXe et XXe siècles.

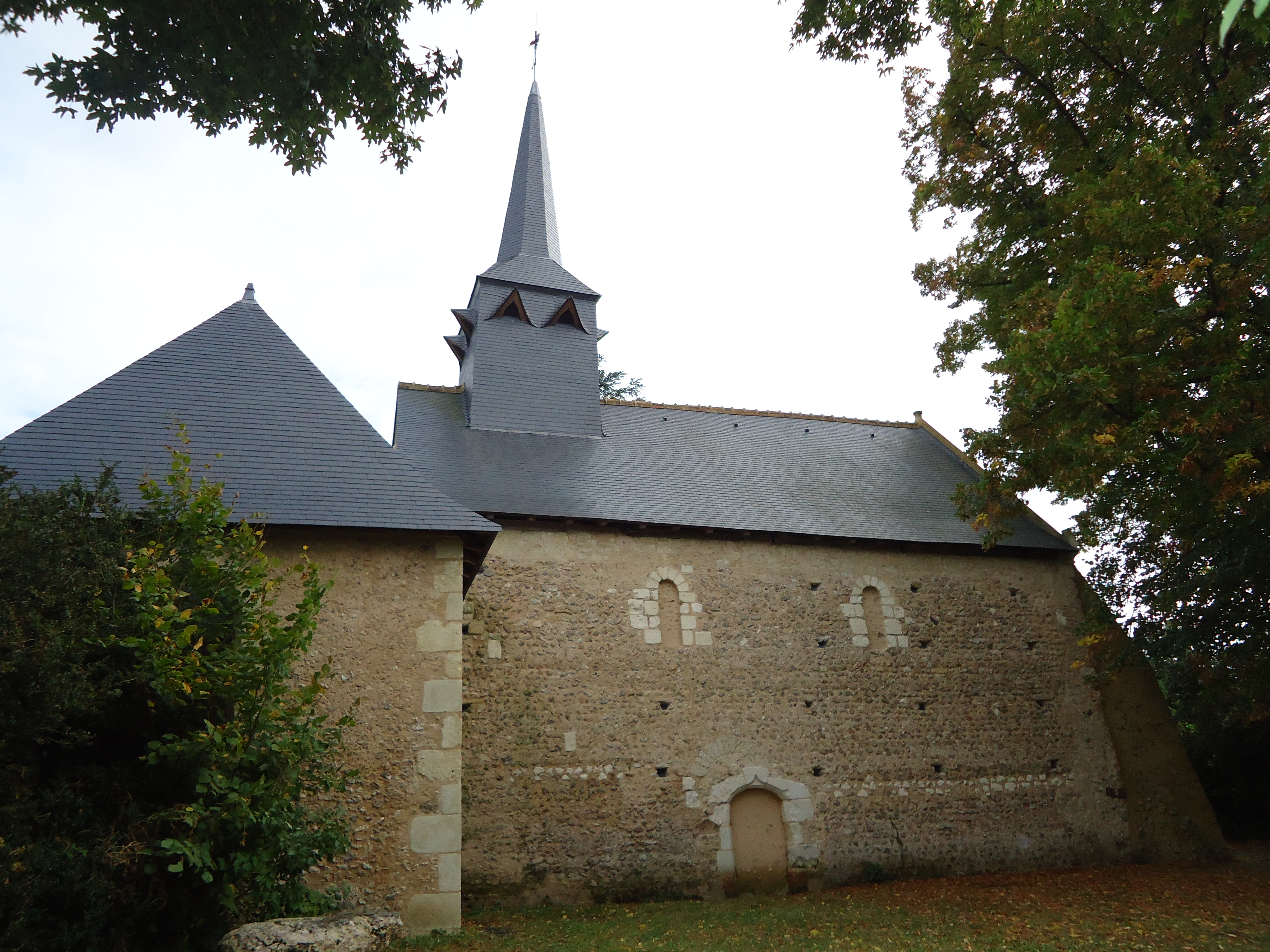
La chapelle Sainte-Cécile.
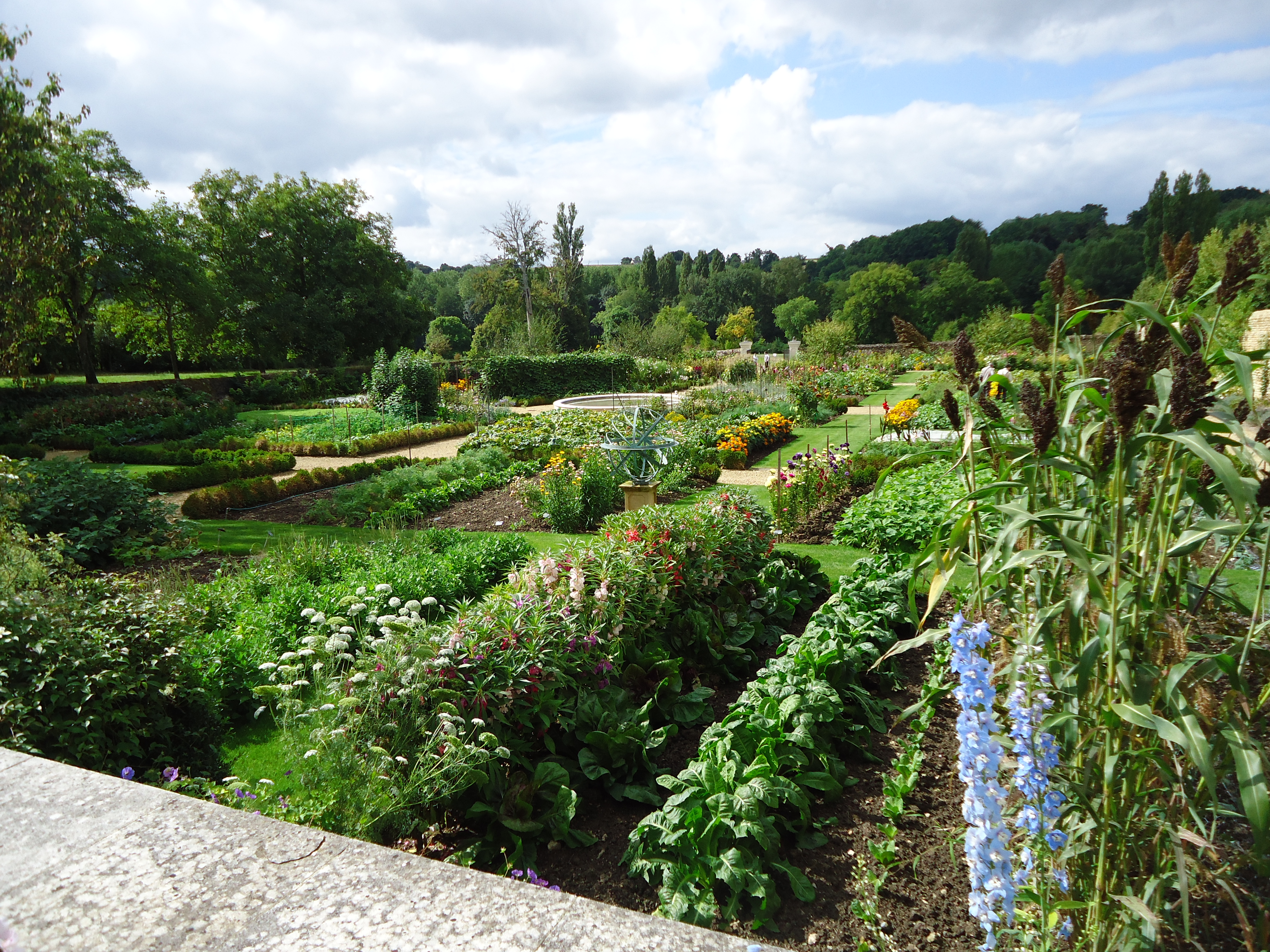
Le jardin du château de la Motte-Thibergeau.

## Personnalités liées
- Louis Eugène Cavaignac (1802-1857), président du pouvoir exécutif sous la Deuxième République est mort dans son château d'Ourne, à Flée.
- Godefroy Cavaignac (1853-1905), député de la Sarthe et ministre de la Troisième République, est mort à Flée.
- Adolphe Hercule de Graslin (1802-1882), entomologiste, y naquit et y mourut, au château de  Malitourne.